# Pavonia sagittata
Pavonia sagittata là một loài thực vật có hoa trong họ Cẩm quỳ. Loài này được A. St.-Hil. mô tả khoa học đầu tiên năm 1827.